# Alexander Stewart, IV grande intendente di Scozia
Alexander Stewart, IV grande intendente di Scozia, detto anche Alexander di Dundonald (1210 circa – 1283), è stato un nobile e politico scozzese.
Fu uno dei principali politici scozzesi del XIII secolo, gettando le basi per il potere del clan Stewart e agendo come reggente del regno di Scozia.

## Biografia
Era il figlio primogenito di Walter Stewart, III grande intendente di Scozia, attendente di re Alessandro II di Scozia, e di Bethoc, figlia di Gille Críst, conte di Angus. Ereditò il titolo paterno nel 1241, ma presto si assentò dal regno di Scozia per partecipare assieme al fratello John alla settima crociata. Partecipò all'assedio di Damietta, dove trovò la morte il fratello, e rientrò in Scozia dopo il fallimento della crociata. Di ritorno dalla spedizione, compì un pellegrinaggio a Santiago de Compostela, e in onore di ciò battezzò il proprio primo figlio James, nome allora raro in Scozia ma che divenne caratteristico del clan Stewart e col tempo del regno intero.
Ripreso in breve tempo un ruolo di prominenza nella politica scozzese, divenne un sostenitore del reggente Alan Durward, e lo Stewart fu a sua volta nominato reggente nel 1255 da Enrico III d'Inghilterra per la minore età di Alessandro III di Scozia (anche se il dominio congiunto esercitato con Durward e altri si rivelò debole). Nonostante ciò, divenne uno dei consiglieri più fidati del sovrano, e quando nel 1263 scoppiò la guerra contro i vichinghi Alessandro gli affidò il controllo della Scozia occidentale per prevenire attacchi dal mare. Alexander Stewart fu così uno dei comandanti scozzesi alla battaglia di Largs, dove presiedeva l'ala destra dello schieramento e dove riuscì a scacciare con successo gli invasori.
Rimase molto importante durante tutto il resto del regno di Alessandro III, ed era uno dei cardini dell'amministrazione regia. Morì nel 1283.

## Discendenza
Dalla moglie, Joan de Bute, ebbe quattro figli:
- James, suo successore;
- John, signore di Bonkyll;
- Elizabeth, moglie di William Douglas the Hardy;
- Hawise, moglie di John de Soules.